# Caso Odebrecht en México
Entre 2010 y 2014, durante las administraciones de los presidentes Felipe Calderón Hinojosa y Enrique Peña Nieto, la empresa brasileña de construcción Odebrecht estuvo vinculada a pagos por valor de US$10.5 millones para ganar contratos de obras públicas mexicanas que generaron beneficios por más de US$39 millones. Odebrecht participó en la reconfiguración de tres refinerías en Minatitlán (Veracruz), Tula (Hidalgo) y Salamanca (Guanajuato), para la paraestatal Pemex. Los tres casos estuvieron marcados por irregularidades, presentándose adjudicaciones directas, pagos con sobreprecio o ampliaciones presupuestales.

## Orígenes del caso y juicios
El presidente de la compañía, Marcelo Odebrecht, viajó a México en distintas ocasiones. En octubre de 2011, el empresario brasileño tuvo reuniones con Javier Duarte, entonces gobernador de Veracruz y después detenido por acusaciones de corrupción, en Xalapa y anteriormente había visitado, en compañía de Carlos Fadigas, director de Braskem (filial de Odebrecht), al entonces presidente Felipe Calderón en Los Pinos. Según reconoció Enrique Peña Nieto, Marcelo Odebrecht se reunió con él en cuatro ocasiones, una como gobernador del Estado de México en abril de 2010, la siguiente como precandidato a la Presidencia de la República en octubre de 2011, la tercera como presidente electo en noviembre de 2012, y la última en octubre de 2013 como presidente de México.
Los ejecutivos de Odebrecht establecieron vínculos con gobernadores a lo largo del país. Odebrecht creció en México durante la década de 2010 al amparo de funcionarios y políticos a los que pagó decenas de millones de dólares en sobornos. La empresa obtuvo citas en altos niveles del gobierno de Enrique Peña Nieto. El esquema de corrupción se dio entre 2001 y 2016, narrado en documentos de la Corte Federal de Nueva York, donde la acusación contra Odebrecht estableció que entre 2010 y 2014 la empresa pagó sobornos por más de US$10 millones de dólares a funcionarios mexicanos para asegurar contratos para obras públicas, con los cuales obtuvo beneficios de 300% con los contratos y obras complementarias en México.
En 2010, el gobierno de Felipe Calderón dio a conocer un contrato que firmó Pemex Gas y Petroquímica Básica con Braskem y Grupo Idesa para el suministro de gas etano. Ese contrato es el relativo a la venta a la empresa Etileno XXI de 66,000 barriles de gas etano por día. Para llevarlo a cabo, la firma brasileña se comprometió a construir el Complejo Petroquímico Etileno XXI en Coatzacoalcos, Veracruz, el complejo más grande de su tipo en América Latina, y contó con todo el apoyo del entonces gobernador de Veracruz, Fidel Herrera, y de su sucesor, Javier Duarte, con una inversión inicial de 2,000 millones de dólares; al final, el costo de la obra sobrepasó los 5,000 millones.
Sin embargo, una investigación del semanario Proceso señaló que en realidad fueron un total de once contratos firmados entre 2009 y 2012 con la transnacional brasileña, los cuales generaron fuertes pérdidas millonarias. Además, la investigación de Mexicanos Contra la Corrupción y la Impunidad (MCCI) mostró un correo electrónico entre dos ejecutivos del consorcio, Roberto Prisco Ramos y Alexandro Alencar, donde gestionaron una reunión entre Calderón y el entonces presidente de Brasil, Luis Inacio Lula da Silva, como parte de su estrategia de negocios en Pemex. El correo electrónico fue considerado como una prueba relevante por el juez brasileño Sergio Moro, en una línea de investigación contra Lula da Silva por haberse presuntamente prestado a los intereses de Odebrecht usando su investidura como presidente de Brasil. La reunión entre ambos presidentes se llevó a cabo en febrero del 2010, en ese momento la inversión brasileña se convirtió en el mayor inversionista en el sector petroquímico mexicano y Pemex cedió tres proyectos de infraestructura a Odebrecht, como la construcción del complejo Etileno XXI.
En 2013, durante la presidencia de Enrique Peña Nieto, Odebrecht aceptó pagar un soborno a un alto funcionario de una empresa estatal mexicana a cambio de ayudar a Odebrecht a ganar un proyecto, a finales de 2014. Odebrecht, a través de la División de Operaciones Estructuradas, pagó a ese funcionario algunos millones de dólares. El conglomerado brasileño tiene un largo historial de negocios en México, junto con su filial en el campo de la petroquímica, Braskem, que también ha sido acusada de sobornos a partidos políticos en Brasil y a funcionarios y legisladores en otras partes del mundo. Las dos empresas tienen fuertes intereses en México, y su historial de negocios puede verse a través del portal de Transparencia del gobierno mexicano.
En 2014, Odebrecht ganó la licitación de Pemex, a través de su filial Tag Pipelines, el tramo dos del gasoducto Los Ramones, que recorre los estados de Nuevo León, San Luis Potosí y Tamaulipas. El contrato fue de US$935 millones de dólares, por el cual se pagó un soborno de más de US$10 millones de dólares.
En 2017, el exdirector de Braskem, Carlos Fadigas, confesó su cercanía a la campaña del PRI en 2012, transfiriendo sobornos a una empresa ligada a Emilio Lozoya Austin, el entonces director de Vinculación Internacional del candidato Enrique Peña Nieto y más tarde director de Pemex de su gobierno, con tres transferencias por 1.5 millones de dólares. En julio de 2019, un juez giró una orden de aprehensión contra Lozoya por recibir sobornos de Odebrecht, además de lavado, enriquecimiento ilícito y asociación delictuosa. El 12 de febrero de 2020 fue detenido en Málaga, España.
Odebrecht y su filial Braskem, usaron una unidad de negocios oculta pero completamente operativa, un departamento de sobornos que sistemáticamente pagó millones de dólares a funcionarios corruptos en México y otros países, dijo el asistente del procurador general, Sung-Hee Suh, responsable de la División Criminal, los ejecutivos de Odebrecht usaron el sistema bancario de Estados Unidos para disfrazar la fuente y el desembolso de dinero para pagar sobornos en México, con transferencias de dinero mediante empresas fantasmas.